# La Bastida d'en Gras
La Bastida d'En Gras (en francès La Bastide-d'Engras) és un municipi francès situat al departament del Gard i a la regió d'Occitània.